# Patrik Hrošovský
Patrik Hrošovský, né le 22 avril 1992 à Prievidza en Tchécoslovaquie, est un footballeur international slovaque, qui évolue au poste de milieu central au KRC Genk.

## Biographie

### Carrière en club
Patrik Hrošovský dispute un match en Ligue des champions, et neuf matchs en Ligue Europa, pour un but inscrit.

### Carrière internationale
Patrik Hrošovský compte neuf sélections avec l'équipe de Slovaquie depuis 2014. 
Il est convoqué pour la première fois en équipe de Slovaquie par le sélectionneur national Ján Kozák, pour un match amical contre la Finlande le 18 novembre 2014. Il commence la rencontre comme titulaire, et sort du terrain à la 59e minute de jeu, en étant remplacé par Filip Kiss. Le match se solde par une victoire 2-1 des Slovaques.
Il dispute son premier tournoi international majeur lors de l'Euro 2016.
Il est retenu dans la liste des 26 joueurs slovaques du sélectionneur Štefan Tarkovič pour participer à l'Euro 2020.
Le 7 juin 2024, il figure dans la liste des 26 joueurs slovaques retenus par Francesco Calzona pour participer à l'Euro 2024. 

## Palmarès
- Avec le Viktoria Plzeň
  - Champion de Tchéquie en 2015 et 2016
  - Vainqueur de la Supercoupe de Tchéquie en 2015